# Метев
Метев (устар. Метево) — река в России, протекает по Башкортостану. Длина реки составляет 20 км, площадь водосборного бассейна 117 км².
Начинается в лесу. Течёт сначала на север через Аккаин до села Метевбаш, затем выходит на открытую местность и поворачивает на запад. Протекает мимо села Акбасар. Устье реки находится в 86 км по правому берегу реки Усень у села Метевтамак.
Основы притоков — Кумачкаран (пр), Чулпан (пр), Барсук (пр).

## Данные водного реестра
По данным государственного водного реестра России относится к Камскому бассейновому округу, водохозяйственный участок реки — Ик от истока и до устья, речной подбассейн реки — бассейны притоков Камы до впадения Белой. Речной бассейн реки — Кама.
Код объекта в государственном водном реестре — 10010101312111100028282.